# Вилчий Дол (община)
Вилчий Дол (болг. Община Вълчи дол) — община у Болгарії. Входить до складу Варненської області. Населення становить 10 432 особи (станом на 1 лютого 2011 р.). Адміністративний центр громади — однойменне місто.